# Esteban Campos
Esteban Campo Erazo (Bambamarca, 1935) es un político peruano.

## Biografía
Nació en Bambamarca, Departamento de Cajamarca, el 4 de agosto de 1935. 
Ingresa a la política como regidor provincial de Hualgayoc, en la Lista de Acción Popular, para el periodo 1981-1983, luego fue elegido alcalde de Provincia de Hualgayoc en cuatro periodos consecutivos: 1990-1992 por el FREDEMO, 1993-1995 por la Lista independiente No.3; 1996-1998 por el Movimiento Progresista Bambamarca y1999-2002, por el Movimiento independiente Vamos Vecino. Para el periodo 2007-2010, gana nuevamente la alcaldía postulando por el Movimiento Político Regional Fuerza Social en las elecciones regionales y municipales del Perú de 2006.